# Wamme
Die Wamme bezeichnet eine bei manchen Säugetieren und Vögeln von der Kehle bis zur Brust oder dem Bauch herabhängende Hautfalte mit reichlich Fettgewebe. Je nach Tierart werden unterschiedliche Erscheinungsformen als Wamme bezeichnet.

## Erscheinungsformen in der Tierzucht
Die Wamme des Rindes folgt dem Verlauf des Halses von der Kehle bis zur Brust. Sie wird auch als Triel (lat. Palear) bezeichnet.
Bei einigen Hunderassen kann die Wamme auch Zuchtziel sein. Beim Shar-Pei setzen sich beispielsweise die Falten auf Stirn und Wangen in der losen Kehlhaut fort.
Die Wamme des Kaninchens zeigt sich hauptsächlich bei großen und mittelgroßen Rassen. Eine kleine, leichte, wohlgeformte Ausprägung bei Häsinnen wird Schwalbennestwamme genannt. Die Wamme befindet sich in Höhe der Kehle und ist nicht mit dem Kinnknoten der Rammler großer Rassen zu verwechseln, der sich am Kinn befindet. Besonders bei älteren Häsinnen zeigt sich die nicht anliegende oder lose Fellhaut der Bauchwamme.
Beim Geflügel unterscheidet man Bauch-, Doppel- und Kehlwamme. Bauchwamme wird bei Gänsen eine hängende Hautfalten am Unterleib genannt, die je nach Rasse einfach oder doppelt vorkommen kann. Die Doppelwamme ist zweifach, schalenförmig ausgebildet und hinten geschlossen.
Die Kehlwamme hingegen ist eine „auffällige Hautentwicklung an der Kehle“, die bei einigen Geflügelrassen erwünscht und im Standard beschrieben, bei anderen fehlerhaft sein kann.
Die Wamme der Haustaube ist eine stark ausgeprägte, befiederte Hautfalte der Kehle. Sie ist ein Rassemerkmal der Wammentauben, einer Untergruppe der Formentauben.

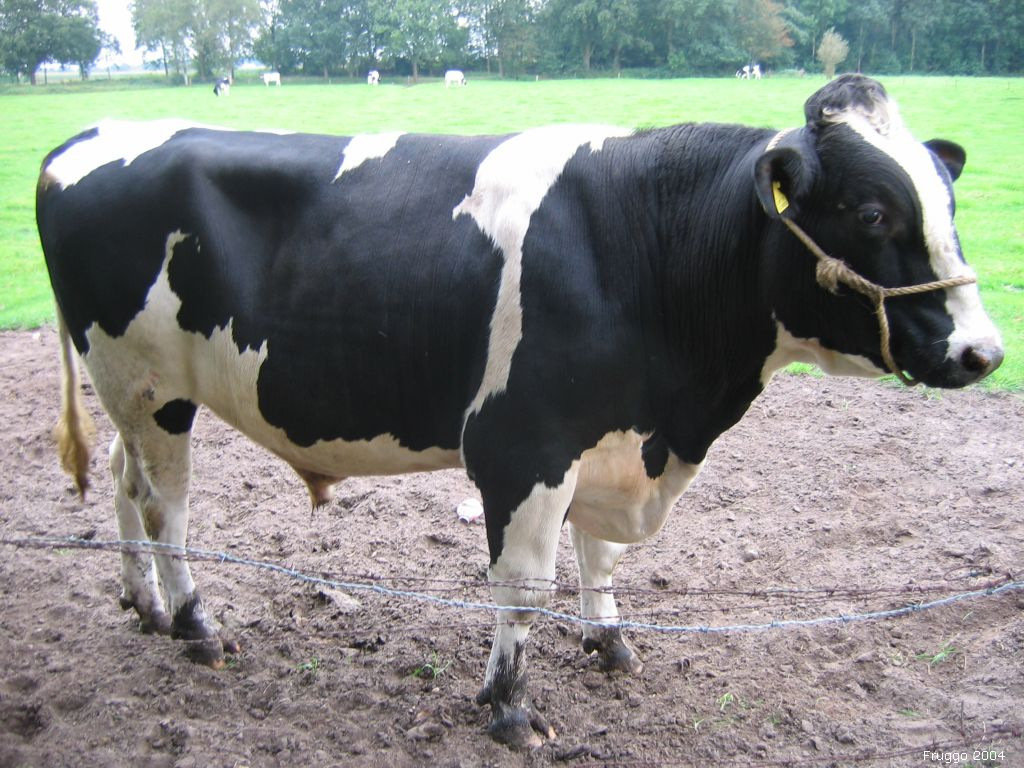
Wamme eines Rindes
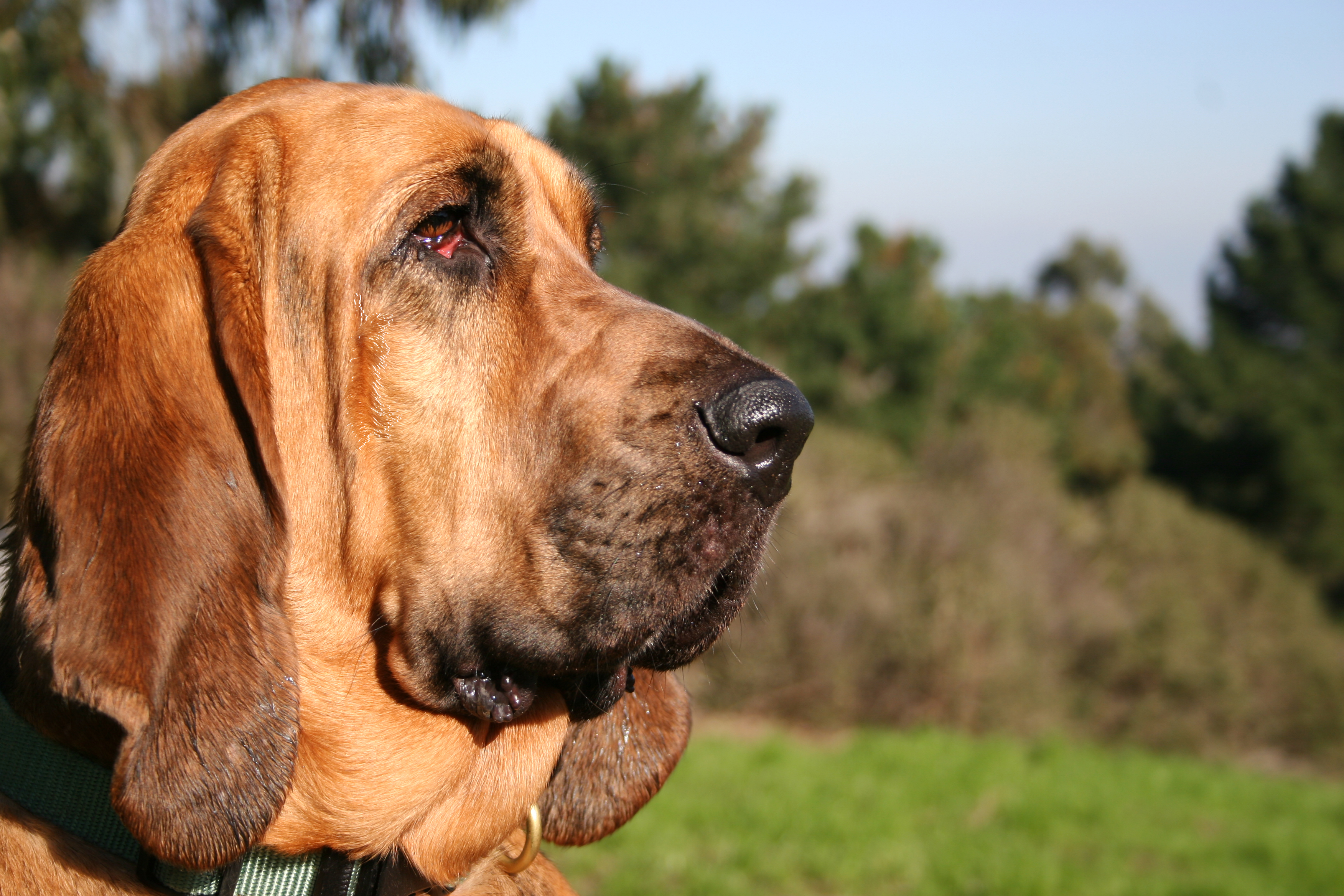
Wamme eines Bloodhounds
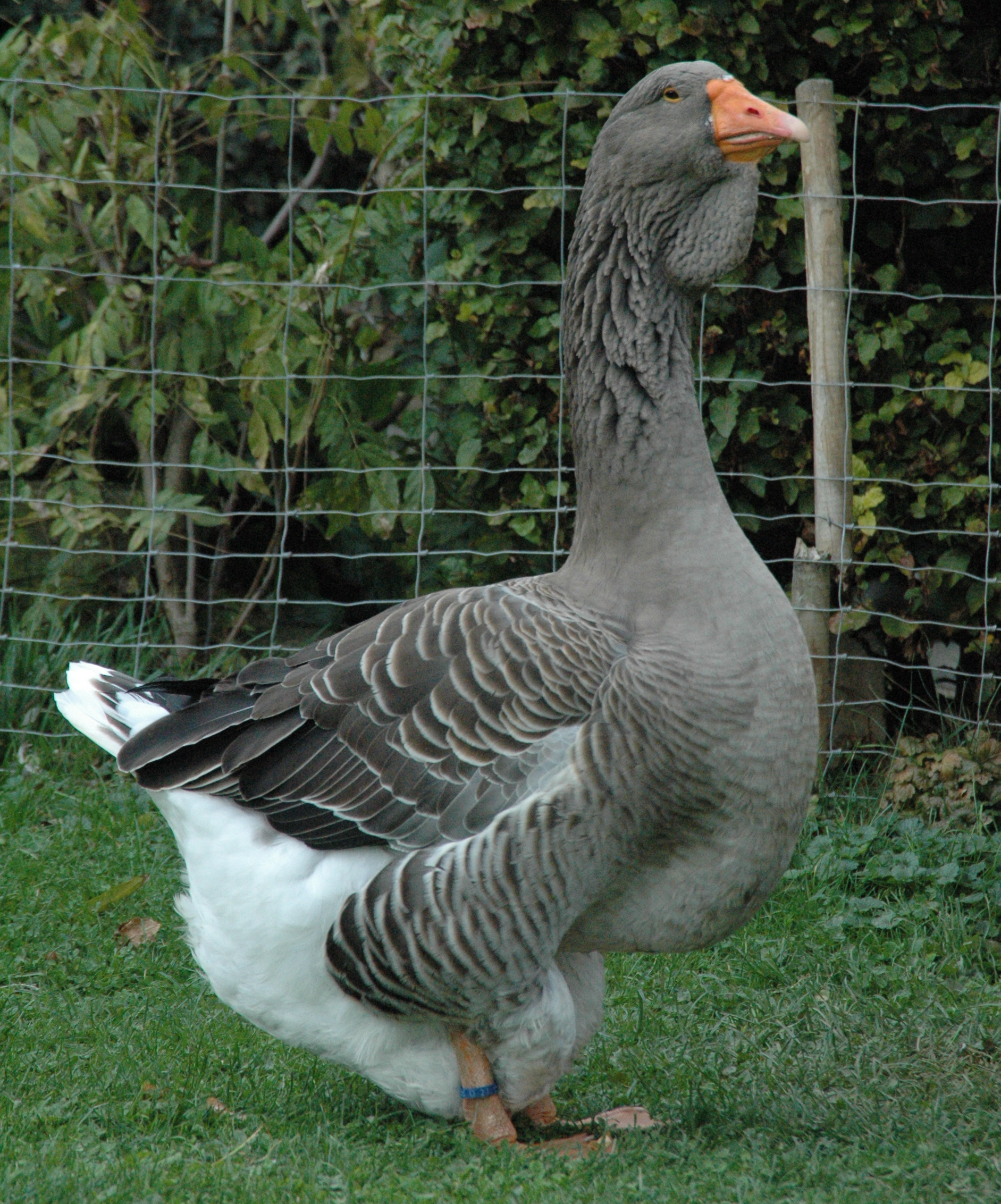
Toulouser Gans mit Kehl- und Bauchwamme

Bei der Zucht der Tiere sind mögliche Übertreibungen der Hautfaltenbildung, die dem Wohlbefinden der Tiere schaden könnten, zu vermeiden. (→siehe die Liste der betroffenen Merkmale des Gutachtens zur Auslegung des Verbotes von Qualzüchtungen zur Hautfaltenbildung versch. Hunderassen und der Hausgans)

## Fachbegriffe anderer Branchen
Die Flanken des Schalenwildes werden von Jägern ebenfalls Wamme oder Dünnung genannt.
In der Pelzbranche meint der Kürschner die Bauchseite der Pelztiere.
Als „Wammerl“ wird frischer oder geräucherter Schweinebauch, eine bayerische Spezialität, bezeichnet. Auch das Bauchfleisch bei Kälbern und Lämmern wird sowohl in Bayern als auch in Österreich so genannt.